# Hrvatski vaterpolski kup 1994.
Hrvatski kup u vaterpolu za 1994. je osvojio Jug iz Dubrovnika.

## Sudionici
- Jug - Dubrovnik
- Galeb - Makarska Rivijera - Makarska
- Kvarner Express - Opatija
- Primorje - Croatia Line - Rijeka
- Jadran - Eurosplit - Split
- Mornar - Split
- Slobodna Dalmacija - Split
- Solaris - Šibenik
- Dukat - Mladost - Zagreb
- Medveščak - Monting - Zagreb

## Ljestvice i rezultati

### Prednatjecanje
Igrano 15. i 16. listopada 1994. godine.
| mj                | klub                      | ut             | pob            | ner            | por            | gol+           | gol-           | bod            |
| Skupina Rijeka    | Skupina Rijeka            | Skupina Rijeka | Skupina Rijeka | Skupina Rijeka | Skupina Rijeka | Skupina Rijeka | Skupina Rijeka | Skupina Rijeka |
| ----------------- | ------------------------- | -------------- | -------------- | -------------- | -------------- | -------------- | -------------- | -------------- |
| 1.                | Primorje - Croatia Line   | 3              | 3              | 0              | 0              | 33             | 17             | 6              |
| 2.                | Slobodna Dalmacija        | 3              | 2              | 0              | 1              | 20             | 20             | 4              |
| 3.                | Medveščak - Monting       | 3              | 1              | 0              | 2              | 23             | 22             | 2              |
| 4.                | Kvarner Express           | 3              | 0              | 0              | 3              | 16             | 33             | 0              |
|                   |                           |                |                |                |                |                |                |                |
| Skupina Dubrovnik |                           |                |                |                |                |                |                |                |
| 1.                | Jug                       | 3              | 3              | 0              | 0              | 39             | 25             | 6              |
| 2.                | Solaris                   | 3              | 2              | 0              | 1              | 34             | 20             | 4              |
| 3.                | Mornar                    | 3              | 1              | 0              | 2              | 25             | 31             | 2              |
| 4.                | Galeb - Makarska Rivijera | 3              | 0              | 0              | 3              | 23             | 45             | 0              |

### Četvrtzavršnica
Igrano 22., 28., 29. i 31. listopada 1994. godine.
| klub1                   | rez | klub2               |
| ----------------------- | --- | ------------------- |
| Dukat - Mladost         |     | Medveščak - Monting |
| Jug                     |     | Slobodna Dalmacija  |
| Jadran - Eurosplit      |     | Mornar              |
| Primorje - Croatia Line |     | Solaris             |

### Poluzavršnica
Igrano 9. i 12. studenoga 1994. godine.
| klub1                   | rez        | klub2           |
| ----------------------- | ---------- | --------------- |
| Primorje - Croatia Line | 10:7, 7:11 | Dukat - Mladost |
| Jadran - Eurosplit      | 8:6, 9:12  | Jug             |

### Završnica
Igrano 19. i 26. studenoga 1994. godine.
| klub1 | rez        | klub2           |
| ----- | ---------- | --------------- |
| Jug   | 14:11, 6:8 | Dukat - Mladost |

## Poveznice
- Prva hrvatska vaterpolska liga 1994./95.